# Tingambato
Tingambato es una localidad del estado de Michoacán, México, cabecera del municipio homónimo. Aquí se encuentra la zona arqueológica Tinganio, conocido como el lugar donde termina la tierra fría e inicia la Tierra Caliente 

## Toponimia
El nombre Tingambato proviene de la expresión chichimeca que se interpreta como «cerro caliente o cerro donde hay llama», como una derivación probable de «lugar donde comienza el fuego», en alusión a la ubicación geográfica del lugar, en el área de transición entre las tierras calientes y las tierras frías. Según otra interpretación, proviene del tarasco y se traduce como "lugar templado".

## Historia
La antigüedad de la población data del año de 1300, cuando se considera que llegaron a este lugar los antecesores de la monarquía tarasca, Payácume I y Vapeani I. Fue un centro ceremonial de gran importancia durante el reinado de los tarascos, como lo demuestra la existencia de montículos en forma regular en las inmediaciones del poblado que aún no han sido estudiados.
Tingambato fue incorporado al sistema español por los frailes de la orden de San Agustín, quienes en su avanzada hacia tierra caliente establecieron su convento, para desde ahí movilizarse a toda la región. Fue encomienda de Doña María de Alvarado. Durante la colonia fue cabecera del partido de indios y administraba las poblaciones de San Ángel, Taretan y Ziracuaretiro, y comprendía las haciendas de Taretan, de los agustinos, la de Álvaro Pérez, que producía azúcar, maíz y trigo. La comunidad indígena de Tingambato tuvo que sufrir los combates de los españoles para lograr la desintegración de la propiedad de la tierra comunal.
En 1754 aparece como vicaría del curato de la Sierra que tenía su cabecera en Santa Ana Tzirosto. La vicaría de Tingambato se componía de los pueblos Santiago Tingambato y San Ángel Zurumucapio, además de la hacienda Siraspén de los Dolores. Colonia en promedio con 350 habitantes, de los cuales 250 vivían en Tingambato, 60 en Suruncapio y 40 en la hacienda de Siraspén de los Dolores. Del total de habitantes, 321 eran indios, 13 españoles y 16 eran gente de “color quebrado”.
En 1765 Tingambato formaba parte del distrito de Taretan, y contaba con una población de 250 vecinos que tributaban impuesto al pueblo de San Ángel, el cual contaba con 88 indios tributantes.
Después de la Guerra de Independencia, para 1822, contaba con una población de 1304 y pasó a formar parte del partido número XIII de Taretan. En este lugar se producían chirimoyas, aguacates, maíz y trigo. Se constituyó en paso obligado para la población de Uruapan.
En la Ley Territorial del 10 de diciembre de 1831, aparece como tenencia del municipio de Taretan. Se elevó al rango de municipio el 22 de junio de 1877.
A principios de siglo su riqueza forestal y arqueológica fue saqueada por colonos norteamericanos.
Tingambato está considerada como una de las poblaciones que más ha luchado por conservar sus tradiciones culturales purépechas y enfrentado los intentos de desintegración de la propiedad comunal, hasta nuestros días. Es una de las regiones que ha retomado sus tradiciones musicales, culturales y de defensa del idioma tarasco.

## Ubicación
La ciudad de Tingambato se encuentra aproximadamente en la ubicación 19°30′6″N 101°51′14″O / 19.50167, -101.85389, a una altitud de 1978 m s. n. m. Se ubica a 30 Kilómetros de Uruapan del Progreso y a 38 Kilómetros de Pátzcuaro con las cuales se comunica a través de la Carretera Federal 14.

## Demografía
Según los datos registrados en el XIV Censo General de Población y Vivienda llevado a cabo por el Instituto Nacional de Estadística y Geografía (INEGI) en el censo de 2020, la localidad cuenta con 9140 habitantes de los cuales 4,396 son hombres y 4,744 son mujeres lo que representa un crecimiento promedio de 1.7% anual en el período 2010-2020 sobre la base de los 7771 habitantes registrados en el censo anterior. Ocupa una superficie de 3.30 km², lo que determina al año 2020 una densidad de 2769 hab/km². Es por su población la 58° localidad más poblada de Michoacán.
La población de Tingambato está mayoritariamente alfabetizada, (2.72% de personas mayores de 15 años analfabetas, según relevamiento del año 2020), con un grado de escolaridad en torno a los 9 años. Solo el 1.33% se reconoce como indígena. 

El 96.2% de los habitantes de Tepalcatepec profesa la religión católica.
En el año 2010 estaba clasificada como una localidad de grado medio de vulnerabilidad social. Según el relevamiento realizado, 2449 personas de 15 años o más no habían completado la educación básica, —carencia conocida como rezago educativo—, y 4032 personas no disponían de acceso a la salud.

### Población de Tingambato 1900-2020[11]
| Gráfica de evolución demográfica de Tingambato entre 1900 y 2020                                  |
|                                                                                                   |
| Población de los censos del Instituto Nacional de Estadística y Geografía (INEGI) de 1900 a 2020. |

## Atractivos culturales y turísticos

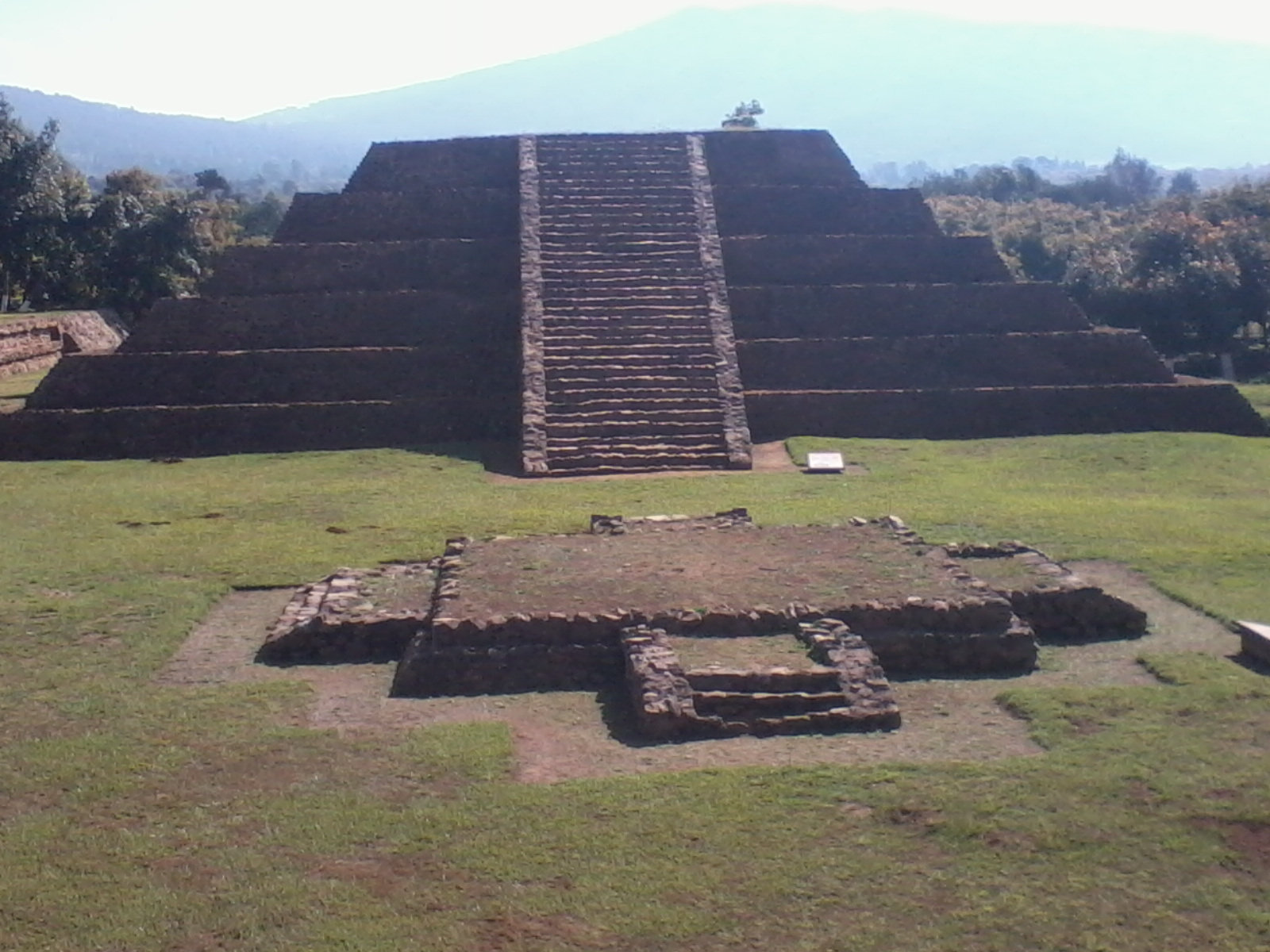
La zona arqueológica de Tingambato.

La zona arqueológica de Tinganio se encuentra ubicada en el suroeste del poblado, y es una zona bastante peculiar ya que rompe con el prototipo de las otras Zonas Prehispánicas cercanas ya que en el no se construyeron yácatas sino más bien estructuras con marcada influencia teotihuacana.